# Aglymbus eminens
Aglymbus eminens är en skalbaggsart som först beskrevs av Kirsch 1873.  Aglymbus eminens ingår i släktet Aglymbus och familjen dykare. Inga underarter finns listade i Catalogue of Life.